# ایتسای (رود)
ایتسای (به لاتین: Itsay) یک رود است که در قرقیزستان واقع شده‌است.